# Hôtel Ritz (Londres)
Cet article concerne l'hôtel londonien. Pour l'hôtel parisien, voir Hôtel Ritz (Paris). Pour les homonymes, voir Ritz.
Le Ritz Hotel est un hôtel de luxe londonien de 133 chambres.

## Situation et accès
Il est situé à Piccadilly et donne sur Green Park.
La station de métro la plus proche est Green Park, où circulent les trains des lignes  Jubilee  Piccadilly  Victoria.

## Historique

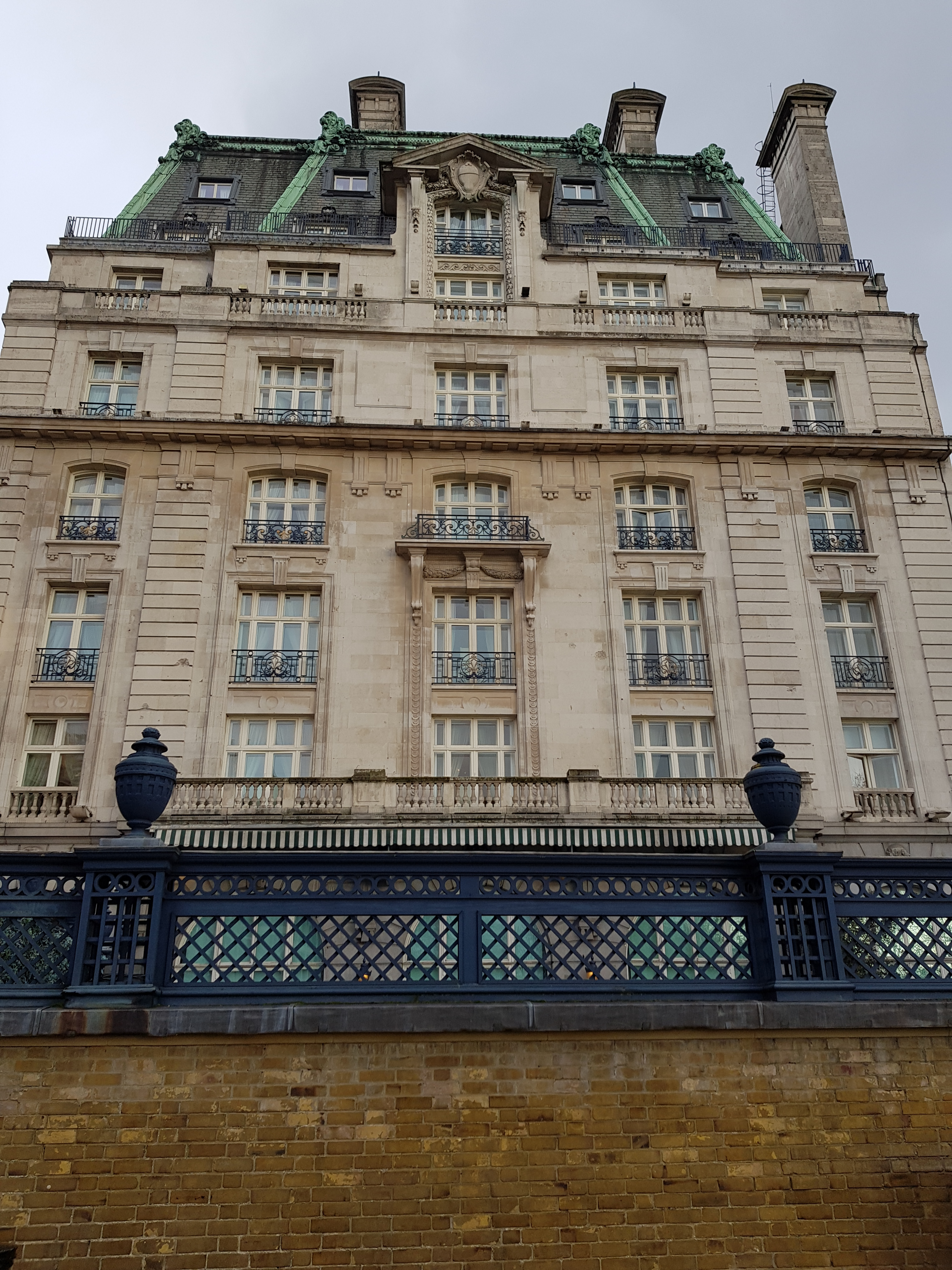
La façade du Ritz donnant sur Green Park.

Il est ouvert le 24 mai 1906 par César Ritz, le créateur de l'hôtel Ritz de Paris. Il connaît un succès immédiat auprès de la riche société édouardienne. César Ritz fait venir le cuisinier français Auguste Escoffier.
L'hôtel est la propriété des frères Barclay, hommes d'affaires britanniques. Ayant acquis l'hôtel en 1995 pour environ 75 millions de livres, ils ont consacré depuis 40 millions à sa rénovation. La décoration a été confiée à l'architecte d'intérieur Philippe Belloir de 1995 à 2018.
En 2006, un escroc tente de vendre l'hôtel pour 250 millions de livres (298 millions d’euros). Après le versement d'environ un million de livres (1,19 million d’euros), l'escroquerie est découverte et l'instigateur est condamné à cinq ans de prison ferme.
Le Ritz de Londres a été vendu à un investisseur qatarien, Abdul Hadi Mana Al-Hajri, en mars 2020, par les frères Barclay pour un montant d'environ 800 millions de livres.

## Architecture
L'extérieur, d'inspiration française classique, a été conçu par Charles Mewès (architecte du Ritz de Paris) et Davis avec des arches rappelant la rue de Rivoli tandis que l'intérieur fut décoré en style Louis XVI. Les portes ornementales marquant l'entrée nord de Green Park, dessinées par Robert Bakewell, agrémentaient à l'origine Devonshire House, un hôtel particulier voisin qui fut détruit après la Première Guerre mondiale.

## Clients célèbres
Parmi les clients réguliers et célèbres, on peut citer Édouard VII, l'Aga Khan, Aristote Onassis, Rita Hayworth, Charlie Chaplin, ou encore Winston Churchill.
C’est dans cet hôtel que meurt d'un accident vasculaire cérébral le 8 avril 2013 la baronne Margaret Thatcher, première femme Première ministre du Royaume-Uni de 1979 à 1990. D'une santé fragile à 87 ans, elle y logeait depuis le début de l’année, pour récupérer d'une hospitalisation à la fin 2012.

## Au cinéma
- Plusieurs scènes du film Coup de foudre à Notting Hill (1999) ont été tournées à l'hôtel[4].

## Sources et références
1. ↑  (en) Judith Evans et Arash Massoudi, « Barclay brothers in talks to sell Ritz hotel to Saudi investors », Financial Times, 20 janvier 2020.
2. ↑  « Un chômeur écope de 5 ans de prison pour avoir voulu vendre le Ritz », L'Express, 27 juillet 2010.
3. ↑  (en) Martin Robinson, « Former prime minister Baroness Thatcher dies peacefully in her suite at the Ritz after suffering a massive stroke at 87 » (« L’ancienne Première Ministre la Baronne Thatcher meurt paisiblement dans sa suite au Ritz après avoir été victime d’une attaque cérébrale importante à 87 ans »), dailymail.co.uk, mis en ligne le 8 avril 2013, consulté le 8 avril 2013.
4. ↑  (en) « Notting Hill : 1999 », movie-locations.com.